# ウル・ニヌルタ
ウル・ニヌルタ（Ur-Ninurta）は、古代メソポタミアの都市国家・イシン第1王朝の王。
在位期間は低年代説によると紀元前1859年から紀元前1832年、中年代説によると紀元前1923年から紀元前1896年。簒奪者であるウル・ニヌルタはリピト・イシュタルの失脚の際に王位を掌握し、約28年後に激しい死が訪れるまで王位に就いていた。

## 略歴
ウル・ニヌルタは自らを「イスクルの息子」と称していた、イスクルはアダドと同義の南方の嵐の神である。前任の5人の王がアムル人の名であったのとは対照的にウル・ニヌルタはシュメール語の名である。現存する碑文は2つだけで、そのうちの1つは、テル・ドレヘムの南東にある小さな遺跡であるニップル、イシン、ウルク、Išān Ḥāfudhの都市のシュメール語の13行の煉瓦に刻印されたものである。この碑文には「エリドゥのための清潔な手を持つIšippumの司祭、ウルクのお気に入りのen司祭」と記述され、奉納されたヤギを持つ王の像の建立に関する碑文の写しがある。
ウル・ニヌルタはグングヌム（紀元前1868年～1841年）と同時代の王であり、グングヌムの後継者であるアビサレ（紀元前1841年～1830年）はラルサの王であった。アビサレの治世はイシンの衰退の始まりでありラルサの繁栄と一致している。グングヌムは10年目までにイシンの支配からウルを奪い取っており、これがリピト・イシュタルの失脚の原因となった可能性がある。実際、グングヌム9年の間に、ウル・ニヌルタはウルのニンガル神殿に献上した。しかし、ウル・ニヌルタは、イシンの後継者たちと同様に、称号にウルのことを書き続けた（「ウルの牧畜民」）。グングヌムは勢力を拡大していき、おそらく治世の後半にはニップルを掌握した。グングヌムの死により、ウル・ニヌルタは一時的な反撃を開始し、ニップルとKishkattum運河の他のいくつかの都市を奪還した。彼の年名「年（ウル・ニヌルタ）は、エンリルのために、ニップルの市民を永遠に自由にし、彼らが首に背負っていた税金の滞納を解放した」というのは、この点を示している可能性がある。ウル・ニヌルタの攻勢はアダブ（現代のビスマヤ）で止められ、アビサレはその治世9年目に「武器を持ってイシンの軍を撃退した」、Mananâ王国のHaliumの年Aは「ウル・ニヌルタが殺された年」、キスラの年GのManabalte’elは「ウル・ニヌルタが殺された年」と読んでいるので、この戦いで殺された可能性がある。
メソポタミアの君主の中で「ニップルのためにすべてを捧げる羊飼い」であるウル・ニヌルタほど、牧歌的な比喩を徹底的に用いた人物はいないが、その正統性には問題があると思われる。
彼の支配の下で、民は牧草地で彼と一緒に休むことができますように。 ウル・ニヌルタは、多くの民を公正な道に従わせますように...。羊のために、彼は食物を探して食べさせ、水を飲ませますように。...あなたがたに気を配る忠実な羊飼いでありますように。羊のように多数の黒毛の者たちがあなたの道を歩むことができますように...」—ウル・ニヌルタ王室賛美の詩、D 33f, A 20, 26, C 20–23.
「ウル・ニヌルタ王が水の中から大きなa.gàrsを出現させた年の翌年 」という年号に関してMarten Stolは、ウル・ニヌルタが沼地などを耕作可能な土地への作り変えに成功したことを示していると示唆している。
奇妙な事件がウル・ニヌルタの注意を引きつけ、彼はニップルの議会で聞くことを命じた。nišakkuの僧侶Lu-InannaがNanna-sig、Ku-Enlilla（床屋）、Enlil-ennam（農園の管理人）に殺害され、彼は別居中の妻Nin-dadaに告白したが、Nin-dadaはこの件について不審に思って黙秘した。検察側は、鳥飼いから陶芸家までの9人の職業の人たちが、検察側の主張を述べた。未亡人は実際には殺人に参加していなかったため、他の2人が未亡人の弁護に乗り出したが、集会では未亡人は殺人の1つに「関与」しており、結果的に未亡人と共謀していたに違いないと結論づけられた。4人とも被害者の椅子の前で死刑が言い渡された。
ウル・ニヌルタの指示と知恵の助言は、シュメールの宮廷的な作文で、ギルガメシュとZiusudraを模して、洪水の後に秩序、正義、教養を回復させた王の美徳を讃えている。シュメール王名表では、彼の治世は28年間であり息子のブール・シーンが後を継いだ。